# Колесников, Степан Фёдорович
Степан Фёдорович Колесников (11 [23] июля 1879, Адрианополь — 1955, Белград) — русский живописец, один из участников общества «Община художников». Старший брат художника Ивана Колесникова.

## Биография
Родился в селе Адрианополь Славяносербского уезда Екатеринославской губернии в семье крестьянина Фёдора Колесникова. Мальчик рано проявил художественный талант, первые свои уроки он получил у заезжих изографов. В 1896 году рисунки шестнадцатилетнего Степана Колесникова были отобраны на Всероссийскую выставку в Нижнем Новгороде. За эти рисунки будущий художник получил от земской управы стипендию для получения художественного образования.
В 1897 году Колесников поступил в Одесское художественное училище, в то время одно из лучших средних учебных заведений в Российской империи. В училище Колесников тесно общался с другими будущими известными художниками: И. И. Бродским, М. Б. Грековым (Мартыщенко), Д. Д. Бурлюком. Примерно в то же время происходят изменения и в личной жизни художника: в 1899 году Степан Фёдорович женился на дочери греческого помещика Ирине Федоровне Попандопуло, «отбив» её у своего друга М. Грекова. В январе 1901 года у четы родилась дочь Люба.
В 1903—1909 годах Колесников учился в Императорской Академии художеств. Он был принят туда без вступительных экзаменов, что стало возможным благодаря окончанию Одесского училища по первому разряду. Несмотря на предложение места преподавателя в училище, Ф. Колесников вместе с Бродским и Грековым отправился в Петербург и стал учеником пейзажной мастерской профессора А. А. Киселёва и И. Е. Репина. Однако в скором времени произошли знаменитые революционные события, и Колесников вместе с товарищами Бродским и Грековым из-за начавшихся волнений вынужден был уехать в малороссийское поместье Бурлюка.
По окончании Первой русской революции Колесников вернулся в Академию и продолжил занятия. Примерно в то же время его работы появляются на Весенней выставке в залах академии. Его картина «Весна» (1905, Днепропетровский художественный музей), отмеченная второй премией, была приобретена музеем Императорской Академии художеств. С этих пор Колесников стал постоянным участником Весенних выставок, почти каждый раз получая «куинджиевские» премии, которыми отмечались его лучшие творения. Его дипломная работа «Весна» подытоживала многочисленные учебные пейзажи, которые молодой академист привозил из своих частых поездок на юг России, в Бессарабию, на Балканы, в Карпаты. 
В 1909 году написал картину «В старой усадьбе», за которую получил право на стажировку за границей, во время которой посетил  Бельгию, Францию, Германию, Сербию, Болгарию. В пенсионерской поездке Колесников побывал во Франции и Италии. В 1912 г. организовал свою экспедицию в Азию, Туркестан и Монголию для художественных, этнографических и археологических целей. После двух лет работы вернулся в Петербург, привезя богатейший материал, а в 1913 году совершил длительное путешествие в Туркестан и Китай.
В начале Первой мировой войны Колесников как государственный стипендиат был освобождён от службы в армии, но как доброволец несколько раз побывал на фронте, работая художником-корреспондентом для журналов «Огонёк», «Нива», «Летопись войны», «Солнце России». По специальному заказу редакции журнала «Солнце России» написал картину «В дозоре» (1914) для обложки 1914 года; с этой картины была отпечатана открытка для Красного Креста в пользу общества Св. Евгении. Написал ряд картин на военную тематику, которые экспонировались на благотворительной выставке «Артист — солдату!» (Петроград, 1916), а репродукции этих картин публиковались на страницах журнала «Летопись войны».
В 1915 году стал участником выставок Товарищества передвижников и Товарищества южнорусских художников. С этого времени проживал в Одессе.
Революционные события 1917 году повлияли на дальнейшую судьбу художника. В 1919 году семья Колесниковых по Военно-Грузинской дороге через Турцию перебралась сначала в Грецию, а затем в Королевство сербов, хорватов, словенцев.
С 1920 года Степан Колесников постоянно живёт в Белграде, в приобретённом небольшом доме недалеко от центра города (улица Князя Павла, д. 81).  В первые месяцы эмиграции в Сербии работал грузчиком на столичном железнодорожном вокзале, не оставляя своего творчества. В 1922 году он стал профессором Белградской академии искусств. Работал учителем черчения и рисования в русско-сербской гимназии (1920—1924), сценографом в Народном театре (1921—1924). Выполнил роспись плафона главного зала Народного театра (1922), росписи интерьеров гостиницы «Палас» (1923), Адриатическо-Придунайского банка (1925), городской больницы (1927). Провёл персональные выставки в Белграде (1921, 1926), Праге (1926) и Париже (1927). В марте 1930 года принял участие в Большой выставке русского искусства в Белграде под эгидой короля Александра и принца Павла. В 1920—1930 годах часто выполнял заказы на монументальную роспись вновь построенных храмов в  Южной Сербии и Македонии.
Особую ценность имеет переписка С. Ф. Колесникова с И. Е. Репиным, которая относится к периоду с 1925-го по 1929-й год. В архиве Академии художеств в Петербурге в фонде Репина сохранились три письма Колесникова к Репину, а в Москве в Российском государственном архиве литературы и искусства три ответных письма Репина.
В 1935 году после одной из серьёзных ссор Степан Фёдорович навсегда уходит из семьи. Семья Колесниковых осталась в тяжёлом материальном положении. Началась распродажа картин, но и это не принесло избавления. В 1938 году после тяжёлой болезни умерла Ирина Федоровна. Во время войны был арестован сын Колесникова Фёдор, который вскоре после освобождения покончил с собой. При отступлении немцев из Белграда дочь Колесникова Люба, опасаясь репрессий новой коммунистической власти, бежала с ними.
Позже Степан Колесников женился на Марии Григорьевне (фамилия не известна), русской эмигрантке. Последние 12 лет жизни художник тяжело болел (болезнь Паркинсона). Не имея возможности работать, он был вынужден нанять двух молодых художников, которые по очень
общим наброскам выполняли живописные работы, Колесников после добавлял некоторые детали и подписывал работы. Сильным ударом для художника было решение властей об уничтожении выполненного им плафона в Народном театре (в начале 1950-х годов он был закрашен масляной краской, ныне восстановлен в первоначальном виде).
Степан Фёдорович Колесников скончался в мае 1955 года. Похоронен на Новом кладбище в Белграде, неподалеку от Иверской часовни.

## Творчество
Привитые Костанди качества — верность натуре, навыки пленерной живописи, чуткое восприятие поэтичности простых, но характерных мотивов природы стали основой творческого метода С. Колесникова. Любимой темой художника было состояние южнорусской и украинской природы во времена её бурного пробуждения — таяния снегов, половодий, весёлых весенних дней. С удовольствием он писал и бытовые композиции, населённые людьми и домашними животными. При этом на его полотнах редко где можно увидеть чётко выписанные лица персонажей, любимые же цвета — голубой или ярко-оранжевый. Во время Первой мировой войны обратился к военной тематике, создав ряд вызвавших положительные отклики полотен. Колесников также известен созданием многочисленных этюдов с натуры и подготовкой эскизов, очень богатых и разнообразных по содержанию.
Помимо прочего, Колесников являлся членом русского общества «Община художников» и европейского общества «Леонардо да Винчи».

## Галерея

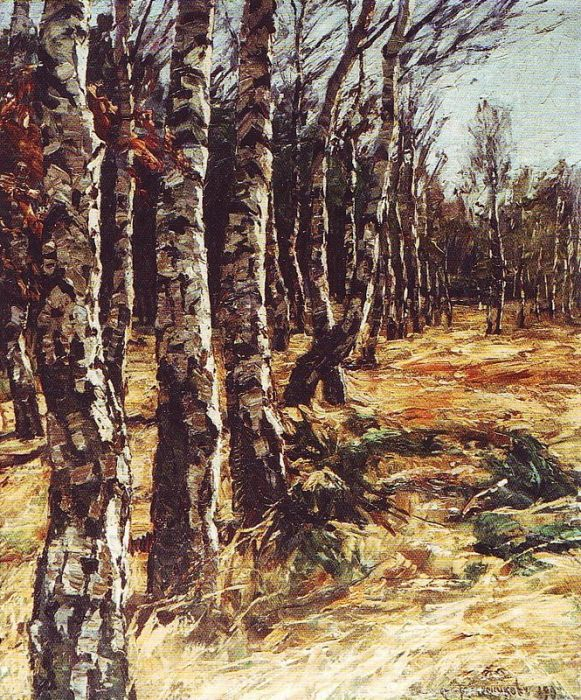
Березы. Осень, 1902